# Huszlew (gmina)
Pour les articles homonymes, voir Huszlew.
Huszlew est une gmina rurale (gmina wiejska) de la powiat de Łosice, dans la Voïvodie de Mazovie, dans le centre-est de la Pologne.
Son siège administratif (chef-lieu) est le village de Huszlew, qui se situe environ 13 kilomètres au sud-est de Łosice (siège de la gmina et de la powiat) et 126 kilomètres à l'est de Varsovie (capitale de la Pologne).
La gmina couvre une superficie de 117,61 km2 pour une population de 2 976 habitants en 2006.

## Histoire
De 1975 à 1998, la gmina est attachée administrativement à la voïvodie de Biała Podlaska.

Depuis 1999, elle fait partie de la voïvodie de Mazovie.

## Géographie

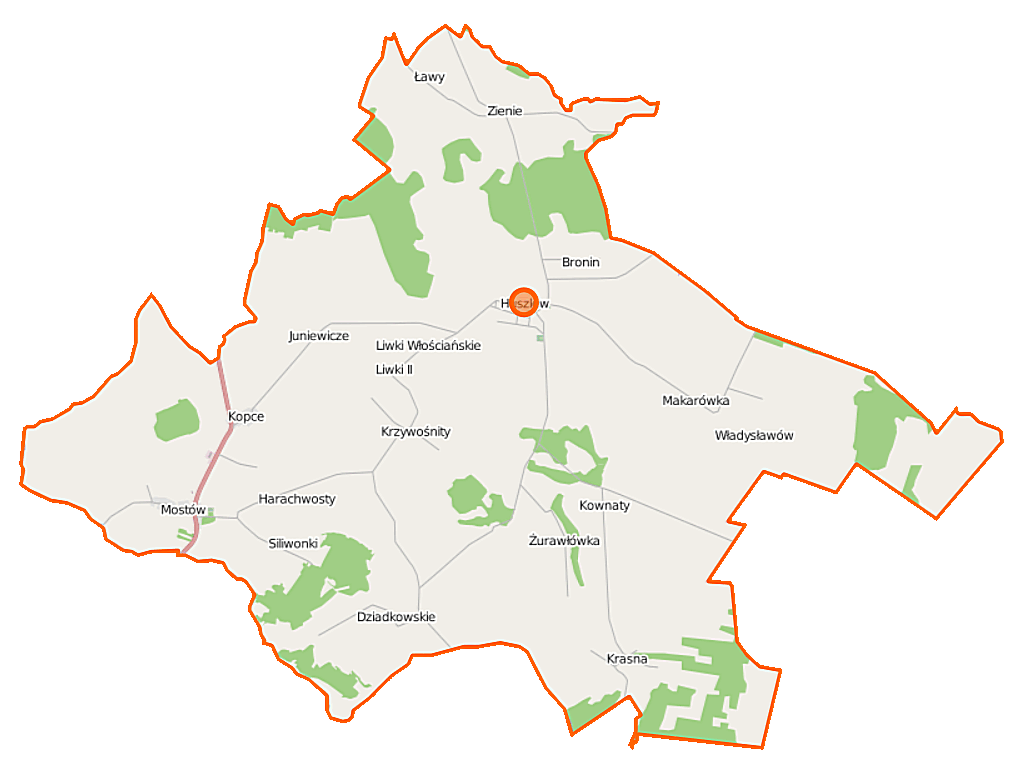
Plan de la gmina

La gmina inclut les villages de :
- Bachorza
- Dziadkowskie
- Dziadkowskie-Folwark
- Felin
- Harachwosty
- Huszlew
- Juniewicze
- Kopce
- Kownaty
- Krasna
- Krasna-Kolonia
- Krzywośnity
- Ławy
- Liwki Szlacheckie
- Liwki Włościańskie
- Makarówka
- Mostów
- Nieznanki
- Sewerynów
- Siliwonki
- Waśkowólka
- Władysławów
- Wygoda
- Zienie
- Żurawlówka

### Gminy voisines
La gmina de Huszlew est voisine des gminy suivantes :
- Biała Podlaska
- Leśna Podlaska
- Łosice
- Międzyrzec Podlaski
- Olszanka
- Stara Kornica

## Démographie
Données du 30 juin 2004 :
| description        | Total  | Total | Femmes | Femmes | Hommes | Hommes |
| ------------------ | ------ | ----- | ------ | ------ | ------ | ------ |
| Unité              | Nombre | %     | Nombre | %      | Nombre | %      |
| population         | 3 017  | 100   | 1 464  | 48,5   | 1 553  | 51,5   |
| Densité (hab./km²) | 25,7   | 25,7  | 12,4   | 12,4   | 13,2   | 13,2   |